# Radio City (álbum)
Radio City es el segundo álbum de estudio del grupo estadounidense de power pop Big Star, lanzado en 1974.
Fue votado en el puesto 319 en la tercera edición de los 1000 mejores álbumes de todos los tiempos de Colin Larkin (2000). En 2003 y 2012, el álbum ocupó el puesto número 405 en la lista de los 500 mejores álbumes de todos los tiempos según Rolling Stone.

## Listado de canciones
| LP original |                            |               |          |  |
| N.º         | Título                     | Música        | Duración |  |
| 1.          | «O My Soul»                | Bell, Chilton | 5:40     |  |
| 2.          | «Life Is White»            | Bell, Chilton | 3:19     |  |
| 3.          | «Way Out West»             | Bell, Chilton | 2:50     |  |
| 4.          | «What's Going Ahn»         | Bell, Chilton | 2:40     |  |
| 5.          | «You Get What You Deserve» | Bell, Chilton | 3:08     |  |
| 6.          | «Mod Lang»                 | Bell, Chilton | 2:45     |  |
| 7.          | «Back of a Car»            | Bell, Chilton | 2:46     |  |
| 8.          | «Daisy Glaze»              | Bell, Chilton | 3:49     |  |
| 9.          | «She's a Mover»            | Bell, Chilton | 3:12     |  |
| 10.         | «September Gurls»          | Bell, Chilton | 2:49     |  |
| 11.         | «Morpha Too»               | Bell, Chilton | 1:28     |  |
| 12.         | «I'm in Love With a Girl»  | Bell, Chilton | 1:48     |  |
| 33:34       |                            |               |          |  |

## Créditos
- Chris Bell — Guitarra
- Álex Chilton — Voz
- John Fry — Ingeniero
- Andy Hummell — Compositor
- Danny Jones —	Intérprete
- Richard Rosebrough — Intérprete
- Jody Stephens — Batería